# ジョージ・モンタギュー＝ダンク (第2代ハリファックス伯爵)

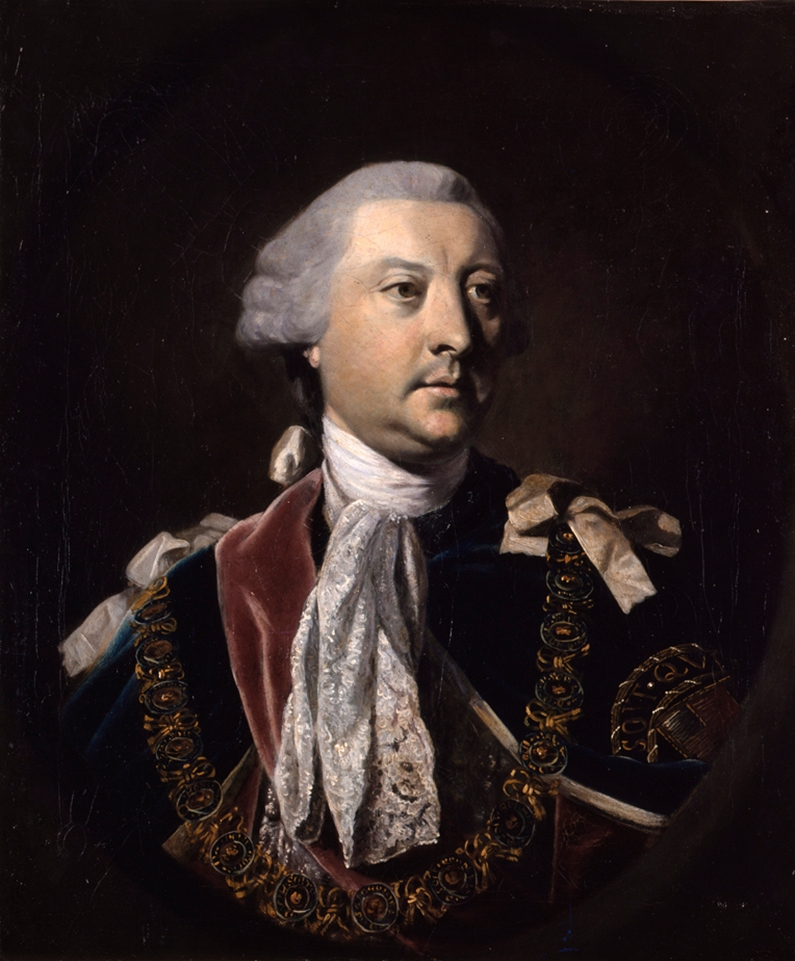
ジョシュア・レノルズによる肖像画

第2代ハリファックス伯爵ジョージ・モンタギュー＝ダンク（英語: George Montagu-Dunk, 2nd Earl of Halifax KG PC、出生名ジョージ・モンタギュー（George Montagu）、1716年10月6日 – 1771年6月8日）は、イギリスの政治家、貴族。1739年までサンベリー子爵の儀礼称号を使用した。

## 生涯

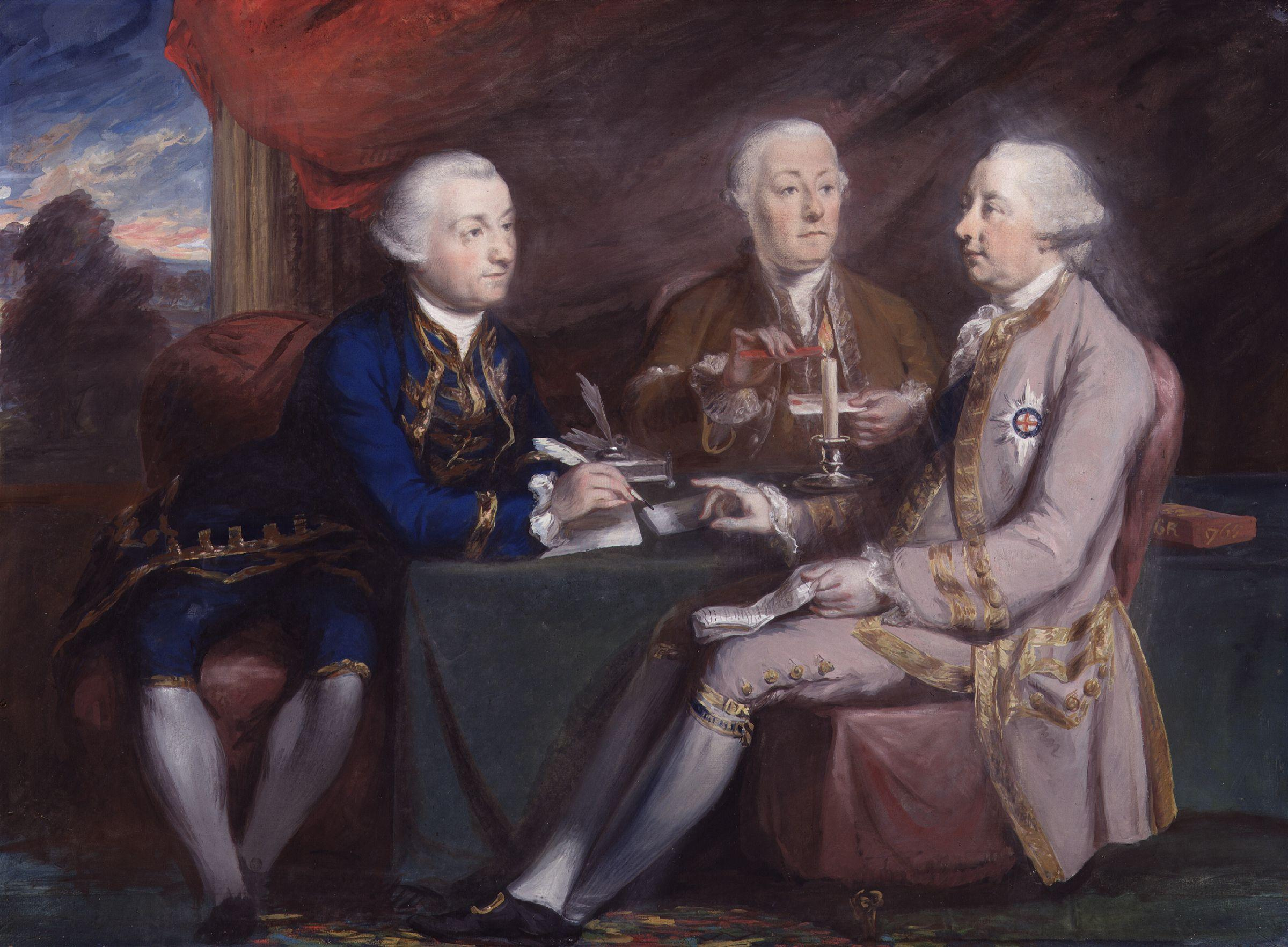
ハリファックス伯爵（右）と2人の秘書、1765年/1767年作。

初代ハリファックス伯爵ジョージ・モンタギューと2人目の妻メアリー・ラムリー（Mary Lumley、1726年12月10日没、初代スカーバラ伯爵リチャード・ラムリーの娘）の息子として、1716年10月6日に生まれた。イートン・カレッジで教育を受けた後、1734年2月4日にケンブリッジ大学トリニティ・カレッジに入学した。
1739年5月9日に父が死去すると、ハリファックス伯爵の爵位を継承、同年にブッシー・パーク管理官（Ranger of Bushy Park）に任命された。貴族院議員に就任した直後に野党に加わり、1742年10月に王太子フレデリック・ルイスの寝室侍従に任命された。しかし、1744年にヘンリー・ペラム内閣と和解してバックハウンド管理長官に任命された（在任：1744年 – 1746年6月）。1745年ジャコバイト蜂起では1個連隊を招集し、9月にはノーサンプトンで演説してジェントリに政府側につくよう呼び掛けた。同年10月4日に陸軍大佐に任命され、実際に軍務に就くことがなかったにもかかわらず1759年2月4日に少将に昇進した。1746年6月に南トレント巡回裁判官（1746年6月 – 1748年10月7日）に転じ、1748年秋には第一商務卿（在任：1748年秋 – 1761年3月21日）に就任、1749年1月11日に枢密顧問官に、1749年11月にノーサンプトンシャー統監（1771年まで在任）に任命された。また、第一商務卿の在任中にノバスコシア植民地の首府設立に貢献、首府の名前ハリファックスはハリファックス伯爵を記念して1749年に名付けられたものである。さらに西インド諸島の植民地を商務委員会の管理下に置こうとし、「西インド担当国務大臣」への就任を目指したが、ジョージ2世に拒否され、1756年6月と1757年6月に辞任した（2度とも初代ニューカッスル公爵トマス・ペラム＝ホールズからわずかな譲歩を引き出して辞任を撤回した）。その後、第2次ニューカッスル公爵内閣期にあたる1757年10月に閣議入りを果たした。
1761年3月にアイルランド総督に任命され、10月にダブリンに着任した。1762年2月、アイルランド議会が総督の給与額を毎年12,000ポンドから16,000ポンドに増額したが、ハリファックス伯爵は自身が増額した給与を受け取らず、増額がハリファックス伯爵の後任から発効するようにした。また、1762年6月から10月にかけて海軍卿を兼任した。ビュート伯爵内閣のもとで1762年10月に北部担当国務大臣に任命され、その後継であるグレンヴィル内閣でも国務大臣に留任した。1763年、ジョン・ウィルクスへの捜索令状に署名した。
1764年4月23日にガーター勲章を授与された。その後、1765年7月に辞任したが、1770年1月にノース内閣の王璽尚書になり、1771年に北部担当国務大臣に転じた。
北部担当国務大臣に転じてまもなくの1771年6月8日に死去、ホートンで埋葬された。後継者がおらず、爵位は全て断絶した。

## 家族
1741年7月2日、アン・ダンク（Ann Dunk、1726年頃 – 1753年10月13日、トマス・ダンクの息子ウィリアムの娘）と結婚、3女をもうけた。この結婚に伴い、ハリファックス伯爵は姓に「ダンク」を加えた。
- アン（1761年没）
- フランシス（1764年没）
- エリザベス（1768年7月1日没） - 1766年3月1日、第5代サンドウィッチ伯爵ジョン・モンタギューと結婚、子供あり

また、愛人にアンナ・フォルクナーというドルーリー・レーンの歌手がおり、2人は庶出の娘アンナ・マリア（Anna Maria）をもうけている。